# 蒂姆·达格特
蒂莫西·“蒂姆”·达格特（英語：Timothy "Tim" Daggett，1962年5月22日—），美国男子竞技体操运动员。他曾获得1984年夏季奥运会体操比赛男子团体全能金牌。他也参加了1988年夏季奥运会。